# Hôtel de ville de Crécy-sur-Serre
L'hôtel de ville de Crécy-sur-Serre est situé à Crécy-sur-Serre, dans le département de l'Aisne, au nord de Laon, en France.

## Localisation
Le hôtel est situé sur la commune de Crécy-sur-Serre, dans le département de l'Aisne.

## Historique
L'hôtel de ville de Crécy est un ancien relais de poste bâti au XVIIIe siècle.
Le monument est inscrit au titre des monuments historiques en 1928.

## Description
Le bâtiment s'élève sur deux niveaux, le rez-de-chaussée en pierre blanche et le premier étage en brique. Un porche permet de pénétrer dans une cour intérieure. Sur la façade, au premier niveau, de chaque côté de la fenêtre centrale, un cheval a été sculpté en bas-relief.